# Арденны (департамент)
Арде́нны (фр. Ardennes, валлон. depårtumint des Årdenes, les Årdenes francesses) — департамент на северо-востоке Франции, на границе с Бельгией, один из департаментов региона Гранд-Эст. Порядковый номер — 8. Административный центр — Шарлевиль-Мезьер. Население — 291 678 человек (77-е место среди департаментов, данные 2010 г.).

## География
Площадь территории — 5229 км². Через департамент протекает река Мёз.

## История
Арденны — один из первых 83 департаментов, созданных в марте 1790 г. Образован на территории бывших провинций Шампань, Аргона.

## Административно-территориальное деление
Департамент включает 4 округа, 37 кантонов и 463 коммуны.